# بوريليا سبلمنية
بوريليا سبلمنية (بالإنجليزية: Borrelia spielmanii)‏ هي نوع من البكتيريا، سلبية الغرام، تتبع البوريليا. تؤثر عادةً على اللبود الخروعي، مُسببة للبشر داء لايم.